# Districtul Aïn Lechiekh
Aïn Lechiekh este un district din provincia Aïn Defla, Algeria.